# Flávio Guarnieri
Flávio Eduardo Thompson Guarnieri (Lisboa, 26 de setembro de 1959 – São Paulo, 7 de abril de 2016) foi um ator brasileiro. Flávio atuou no teatro, televisão e cinema. Recebeu em sua carreira duas vezes o prêmio da Associação Paulista dos Críticos de Arte (APCA) como Ator Revelação na categoria teatro, pelo trabalho na peça Sonata sem Dó (1977) e na categoria televisão, por sua atuação na novela Os Adolescentes (1981), da Bandeirantes. Em 1998, por sua interpretação do protagonista na peça O Jovem Hamlet, com direção do Emilio Fontana, Flávio conquistou os prêmios de Melhor Ator: APETESP, SCANDAL e Coca-Cola de Teatro Jovem.

## Biografia
Flávio é filho do ator Gianfrancesco Guarnieri, italiano radicado no Brasil, e da jornalista Cecilia Thompson, de ascendência teuto-escocesa, além de irmão do também ator Paulo Guarnieri. Em 1959, seus pais foram a Portugal de navio, para apresentar a peça Gimba, Presidente dos Valentes. Cecilia estava grávida de nove meses, e Flávio nasceu uma semana depois de o navio chegar. Foi casado com Carla de 2003 a 2016 e não tiveram filhos.
Ele começou a carreira artística sob influência da própria família, pois acompanhava os pais muitas vezes em seus trabalhos diários. 
Flávio morreu em 7 de abril de 2016, vítima de leucemia, diagnosticada um mês antes. O velório e a cerimônia de cremação aconteceram no Cemitério São Pedro, na Vila Alpina, em São Paulo.

## Carreira

### Teatro
Fez sua estreia no teatro em 1977, na peça Sonata sem Dó, de Marcílio Moraes.
De 2013 a 2015 ficou em cartaz com o espetáculo musical "Eu Te Amo Meu Brasil" de Atilio Bari ao lado da atriz e cantora Maira Cardoso. 
Em 2015, Flávio encenou em São Paulo a peça Irmãos, irmãos… Negócios à parte ao lado do irmão Paulo Guarnieri.

### Televisão
| Ano  | Título                    | Personagem                         | Emissora          |
| ---- | ------------------------- | ---------------------------------- | ----------------- |
| 1979 | Como Salvar Meu Casamento | Celso                              | Rede Tupi         |
| 1981 | Os Adolescentes           | Caito                              | Rede Bandeirantes |
| 1982 | Ninho da Serpente         | Rogério Taques Penteado Torres     | Rede Bandeirantes |
| 1982 | Campeão                   | Rubens                             | Rede Bandeirantes |
| 1983 | Caso Especial             | Flávio (Episódio: "O Reencontro")" | Rede Globo        |
| 1984 | Transas e Caretas         | Guto                               | Rede Globo        |
| 1989 | O Cometa                  | Nequinho                           | Rede Bandeirantes |
| 2006 | Cidadão Brasileiro        | Jornalista                         | Rede Record       |
| 2007 | Amigas & Rivais           | Juca Ramos                         | SBT               |

### Cinema
| Ano  | Título                        | Personagem |
| ---- | ----------------------------- | ---------- |
| 1978 | Parada 88, o Limite de Alerta | Garoto     |
| 1980 | Viúvas Precisam de Consolo    | —          |
| 1981 | Eles não Usam Black-tie       | Chiquinho  |
| 1983 | Janete                        | Margarido  |